# Måns S. Andersson
Måns Sverker Andersson Torp, född 1 maj 1964, är en svensk forskare som varit verksam inom områden som zooekologi, biologi och genusvetenskap.

## Biografi
Andersson disputerade 2001 på en avhandling inom zooekologi, där han studerade samband mellan livsduglighet och fortplantningsförmåga med sekundära sexuella karaktärer, till exempel hanens vita pannfläck hos Ficedula albicollis (Halsbandsflugsnappare). Inom forskningsområdet försöker man förklara variationer i utseenden hos olika individer av en art, och varför partnerval verkar påverkas av beteenden och delar av utseendet som inte förefaller uppenbart ändamålsenliga. Av särskilt intresse är sekundära sexuella karaktärer, som påfågelns stjärt, tångsnällehonans ränder, och halsbandsflugsnapparhanens vita pannfläck. Hos många arter föredrar både hanar och honor att para sig med dem som har de största eller färggrannaste av dessa ornament eller som till exempel sjunger mest komplicerat. Om framträdande sådana karaktärer tyder på bra kondition uppstår frågan varför evolutionen inte selekterar fram samma utseende och goda kondition hos alla. En tänkbar orsak är om det finns något i miljön som befinner sig i ständig förändring och som kan styra utseendets och hälsans genetik och som gör att i stället mångfald evolveras fram.
Andersson har verkat inom området djurstudier (animal studies), som behandlar djurs betydelse för människor samt relationer mellan djur och människor, vilket kan handla om djurs roller inom familjen, jordbruket, sjukvården och krigsmakten, om djur som underhållning samt djur som symboler för nationer, folkgrupper, människoraser och kön.
Andersson har varit verksam som forskare i miljö och naturstudier vid Tema Genus, Linköpings universitet, med interdisciplinär forskning som befinner sig gränslandet mellan biologi och genusvetenskap.
Sedan 2011 är Andersson ägare till och verksam vid cykelfabriken Gamla Enskede Lådcyklar.
Andersson är bror till OS-simmaren och läraren Lotten Andersson.